# Cybuch
Cybuch (z tureckiego czubuk) – podłużna, rurkowata część fajki łącząca główkę z ustnikiem.
W zależności od typu fajki cybuch może być łączony z główką, lub stanowić z nią monolit (np. w klasycznych fajkach wrzoścowych).
Ustnik może być przymocowany do cybucha (na sztywno lub elastycznie) lub stanowić jego specjalnie ukształtowane zakończenie.
Cybuchy wykonywane są z materiałów pochodzenia roślinnego (drewna, bambusa,  trzcin, tykw), zwierzęcego (kość, róg) lub metalu. W fajkach wodnych i nielicznych innych stosowane są cybuchy elastyczne, w postaci rurek ze skóry, gumy lub tworzywa sztucznego.
Długość cybuchów bywa bardzo różna w rozmaitych modelach fajek. Najdłuższe cybuchy miały XIX-wieczne fajki używane głównie przez studentów, artystów i pisarzy – miewały często do 1 m długości. Przeciętna długość cybucha we współczesnej fajce wrzoścowej wynosi od kilku do kilkunastu centymetrów.
Długie cybuchy korzystnie wpływają na komfort palenia, obniżając temperaturę dymu i pozwalając skroplić się części wilgoci w nim zawartej. Wewnątrz długiego cybucha osadza się także więcej szkodliwych dla zdrowia smolistych produktów spalania tytoniu.